# ۱۶۱۲ (میلادی)
۱۶۱۲ (میلادی) هزار و ششصد  و دوازدهمین سال تقویم میلادی است.

## زادگان
- ۱۵ فوریه - پل شومدی دو مزنو، افسر فرانسوی و بنیادگذار شهر مونرئال
- ان بردستریت، از زنان شاعر آمریکایی
- وو سن‌گویی، آخرین ژنرال ارتش مینگ و کسی که دروازه‌های دیوار چین در گذرگاه شان‌های  را بر روی سپاهیان منچوری گشود.
- ۲۰ مارس – ان بردستریت، شاعر آمریکایی (د. ۱۶۷۲)

## درگذشتگان
- ۶ نوامبر - هنری فردریک استوارت، شاهزادهٔ ویلز